# 몬베쓰시

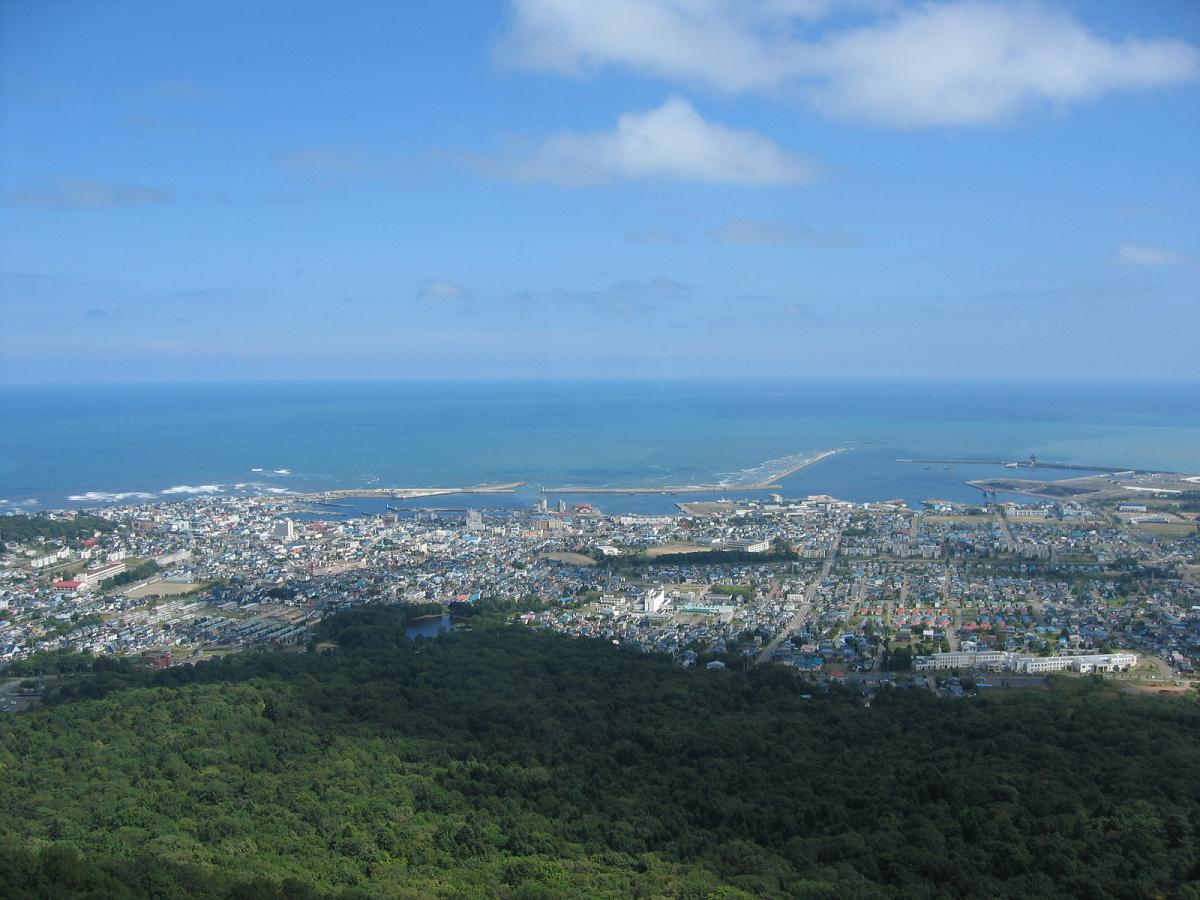
몬베쓰산에서 내려다 본 몬베쓰 시가지

몬베쓰시(일본어: 紋別市)는 일본 홋카이도 북동부의 오호츠크 종합진흥국 관내에 있는 시이다. 지명은 아이누어로 조용한 강이란 뜻으로 ‘모우펫트’(モウペット)에서 유래했다. 히다카 진흥국의 몬베쓰정과 거의 비슷하기 때문에 ‘오호츠크해의 몬베쓰’(オホーツク紋別)라고 부르는 경우가 많다.

## 지리
오호츠크 종합진흥국 관내 북부에 위치한다. 오호츠크해와 접하며 몬베쓰항이 있다. 겨울에는 유빙이 해안까지 떠밀려 온다. 남부에는 고지대가 펼쳐진다.

### 기후
시가지가 있는 오호츠크해 연안부는 겨울도 온난하고, 내륙부는 연교차가 심한 기후이다. 오호츠크해 연안 지역은 여름에 푄 현상으로 기온이 올라가 밤이 되어도 기온이 25도를 밑돌지 않으며, 1994년 8월 7일에는 최저 기온이 28.1°C로 홋카이도 내에서 가장 높은 최저 기온을 기록한 바 있다. 과거에 열대야도 5회 기록했다. 이렇게 온난한 기후가 나타나는데도 영하 25도에 가까운 기온이 기록된 적이 있다.
| 몬베쓰시의 기후                                              | 몬베쓰시의 기후 | 몬베쓰시의 기후 | 몬베쓰시의 기후 | 몬베쓰시의 기후 | 몬베쓰시의 기후 | 몬베쓰시의 기후 | 몬베쓰시의 기후 | 몬베쓰시의 기후 | 몬베쓰시의 기후 | 몬베쓰시의 기후 | 몬베쓰시의 기후 | 몬베쓰시의 기후 | 몬베쓰시의 기후 |
| 월                                                           | 1월             | 2월             | 3월             | 4월             | 5월             | 6월             | 7월             | 8월             | 9월             | 10월            | 11월            | 12월            | 연간            |
| ------------------------------------------------------------ | --------------- | --------------- | --------------- | --------------- | --------------- | --------------- | --------------- | --------------- | --------------- | --------------- | --------------- | --------------- | --------------- |
| 역대 최고 기온 °C (°F)                                       | 8.8 (47.8)      | 12.6 (54.7)     | 18.7 (65.7)     | 30.8 (87.4)     | 37.0 (98.6)     | 32.7 (90.9)     | 36.3 (97.3)     | 35.2 (95.4)     | 34.2 (93.6)     | 27.9 (82.2)     | 22.4 (72.3)     | 16.5 (61.7)     | 37.0 (98.6)     |
| 일평균 최고 기온 °C (°F)                                     | −2.3 (27.9)     | −2.0 (28.4)     | 2.3 (36.1)      | 9.0 (48.2)      | 14.2 (57.6)     | 16.7 (62.1)     | 20.6 (69.1)     | 22.9 (73.2)     | 20.7 (69.3)     | 14.9 (58.8)     | 7.2 (45.0)      | 0.3 (32.5)      | 10.4 (50.7)     |
| 일일 평균 기온 °C (°F)                                       | −5.2 (22.6)     | −5.3 (22.5)     | −1.2 (29.8)     | 4.6 (40.3)      | 9.6 (49.3)      | 13.0 (55.4)     | 17.1 (62.8)     | 19.3 (66.7)     | 16.6 (61.9)     | 10.5 (50.9)     | 3.6 (38.5)      | −2.6 (27.3)     | 6.7 (44.0)      |
| 일평균 최저 기온 °C (°F)                                     | −8.7 (16.3)     | −9.4 (15.1)     | −5.0 (23.0)     | 0.7 (33.3)      | 5.6 (42.1)      | 9.9 (49.8)      | 14.4 (57.9)     | 16.4 (61.5)     | 12.8 (55.0)     | 6.2 (43.2)      | 0.0 (32.0)      | −6.0 (21.2)     | 3.1 (37.5)      |
| 역대 최저 기온 °C (°F)                                       | −21.8 (−7.2)    | −24.7 (−12.5)   | −22.7 (−8.9)    | −11.2 (11.8)    | −3.3 (26.1)     | −0.3 (31.5)     | 4.3 (39.7)      | 5.6 (42.1)      | 1.6 (34.9)      | −2.2 (28.0)     | −11.8 (10.8)    | −17.0 (1.4)     | −24.7 (−12.5)   |
| 평균 강수량 mm (인치)                                        | 44.4 (1.75)     | 33.2 (1.31)     | 35.4 (1.39)     | 45.7 (1.80)     | 58.4 (2.30)     | 69.8 (2.75)     | 108.6 (4.28)    | 122.0 (4.80)    | 127.6 (5.02)    | 88.1 (3.47)     | 64.6 (2.54)     | 59.3 (2.33)     | 860.8 (33.89)   |
| 평균 강설량 cm (인치)                                        | 87 (34)         | 77 (30)         | 62 (24)         | 16 (6.3)        | 1 (0.4)         | 0 (0)           | 0 (0)           | 0 (0)           | 0 (0)           | 0 (0)           | 21 (8.3)        | 75 (30)         | 338 (133)       |
| 평균 강우일수                                                | 11.1            | 9.8             | 9.1             | 8.3             | 8.5             | 9.4             | 10.0            | 9.9             | 10.8            | 9.9             | 11.1            | 11.6            | 119.5           |
| 평균 강설일수                                                | 18.7            | 16.3            | 14.5            | 3.8             | 0.3             | 0               | 0               | 0               | 0               | 0.1             | 5.3             | 15.8            | 74.8            |
| 평균 상대 습도 (%)                                           | 73              | 73              | 70              | 67              | 73              | 83              | 85              | 83              | 77              | 71              | 70              | 71              | 75              |
| 평균 월간 일조시간                                           | 98.7            | 114.2           | 160.1           | 174.7           | 179.3           | 154.7           | 143.2           | 145.0           | 157.3           | 149.3           | 103.5           | 95.2            | 1,675.2         |
| 출처: 일본 기상청 (평년값: 1991년~2020년, 극값: 1956년~현재) |                 |                 |                 |                 |                 |                 |                 |                 |                 |                 |                 |                 |                 |

## 역사
- 1880년 - 몬베쓰촌이 성립하였다.
- 1919년 - 몬베쓰촌이 정으로 승격해 몬베쓰정이 되었다.
- 1954년 7월 1일 - 몬베쓰정·쇼코쓰촌·가미쇼코쓰촌 등 1정 2촌이 합병하여 시로 승격해 몬베쓰시가 되었다.

## 산업
농업(밭농사, 낙농업), 임업, 어업(특히 털게·가리비), 관광업이 발달했다.

## 교통

### 공항
- 몬베쓰 공항

### 도로
- 국도 238호선
- 국도 239호선(일본어판)(국도 238호선과 중복)
- 국도 273호선

## 자매 도시
- 미국 오리건주 뉴포트(1966년 4월 8일)
- 미국 알래스카주 페어뱅크스(1991년 2월 8일)
- 러시아 사할린주 코르사코프(1991년 1월 12일)